# Der Mord (Tschechow)

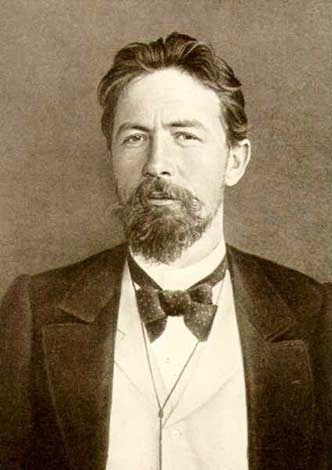
Anton Tschechow

Der Mord (russisch Убийство, Ubistwo) ist eine Erzählung des russischen Schriftstellers Anton Tschechow, die im Novemberheft 1895 der Moskauer Zeitschrift Russkaja Mysl erschien.
Übersetzungen: 1896 ins Serbokroatische (Ubojstvo), 1902 ins Französische (Un meurtre) und 1903 ins Tschechische (Zločin).

## Vorgeschichte
Der Tatort ist eine Herberge an der Poststraße nach Odessa, die Awdotja Terechowa zu Zeiten Alexander I. hatte erbauen lassen. Zur Erzählzeit liegt die Herberge in der Nähe der Bahnstation Progonnaja. Awdotjas Sohn hatte zwei Söhne. Letztere waren die Väter von Matwej und Jakow Terechow. Die Herberge gehört dem 55-jährigen Matwej und dem 45-jährigen Jakow zu gleichen Teilen. Der Kaufmann Jakow bewirtschaftet die Herberge zusammen mit seiner Schwester Aglaja. Beide hassen ihren Cousin Matwej und wollen nicht mit ihm teilen, denn Teilen ist für einen Kaufmann gleichbedeutend mit Ruin. Zudem hatte sich Matwej in der Welt herumgetrieben, war in einer Kachelfabrik als Arbeiter angestellt und hatte sein Geld der Mutter seines unehelichen Kindes geschenkt. Das Kind war verstorben.

## Handlung
Der mittellose Matwej bewohnt ein Zimmer in der genannten Herberge.
Der verwitwete Jakow und dessen Tochter Daschutka – ein hässliches, 18-jähriges Mädchen – sind zugegen, als Aglaja in der Küche aus nichtigem Anlass mit einem Bügeleisen ihrem Cousin Matwej den Schädel spaltet. Der Büfettier Sergej Nikanorytsch, zufällig Augenzeuge des Totschlags, wird von Jakow mit Geld zum Schweigen gebracht. Alle vier gehen dafür nach Sibirien – Jakow für zwanzig Jahre als Zwangsarbeiter, Aglaja für dreizehneinhalb Jahre, Sergej Nikanorytsch für zehn und Daschutka für sechs Jahre. Das Mädchen hatte zusammen mit ihrem Vater die Leiche in den Wald gekarrt. Ein Schrankenwärter war ihnen auf dem Rückweg begegnet.
Nach drei Monaten Sibirien misslingt Jakow ein Fluchtversuch. Dafür erhält er lebenslange Haft und vierzig Peitschenhiebe. Zwei Züchtigungen mit der Rute folgen, weil er angeblich Sträflingskleider veruntreut habe. Dabei waren sie ihm in beiden Fällen gestohlen worden. Aglajas Aufenthaltsort in Sibirien ist dem Bruder unbekannt. Daschutka wird in einer entlegenen Sachaliner Gegend mit einem Siedler zwangsverheiratet. Ein Gefängnisinsasse berichtet Jakow Jahre später, seine Tochter habe bereits drei Kinder. Sergej Nikanorytsch trifft es am besten. Er kommt bei einem Beamten in Dui als Lakai unter. Mit Jakow, der im Zuchthaus Dui zusammen mit „Russen, Ukrainern, Tataren, Grusiniern, Chinesen, Finnen, Zigeunern und Juden“ einsitzt und durch sie zu einem einfachen Glauben findet, will er nichts zu tun haben.

## Rezeption
- Der sektiererische Jakow wird von den Leuten der Betbruder genannt. Nicht viel anders ist in religiöser Hinsicht sein Cousin Matwej zu Lebzeiten gewesen. Anton Tschechow gibt über weite Teile der Erzählung tiefe Einblicke in die orthodoxe Liturgie. Darauf spielt Gudrun Düwel im Nachwort der verwendeten Ausgabe an.[5]
- Auf das Ausführlichste wird unter Hinweise[6] im Anschluss an die Wiedergabe des Quelltextes der Erzählung in dem russischen Tschechow-Portal chekhov.velchel.ru (innerhalb velchel.ru – Великие Люди (Berühmtheiten – vor allem Literaten)) auf die Entstehungsgeschichte sowie die überaus zahlreichen negativen und positiven Rezensionen eingegangen. Darin wird zum Beispiel das Lob des französischen Slawisten Paul Boyer[7] erwähnt.

## Deutschsprachige Ausgaben
- Der Mord. Deutsch von Gerhard Dick in Wolf Düwel (Hrsg.): Anton Tschechow: Die Dame mit dem Hündchen. Meistererzählungen. (enthält noch: Die Gattin. Anna am Halse. Weißstirnchen. Das Haus mit dem Zwischenstock. Ariadna. Mein Leben. Die Bauern. Der Petschenege. In der Heimat. Auf dem Wagen. Bei Bekannten. Der Mensch im Futteral. Die Stachelbeeren. Von der Liebe. Jonytsch. Ein Fall aus der Praxis. Herzchen. Das Neue Landhaus. Auf der Dienstreise. Zur Weihnachtszeit. In der Schlucht. Der Bischof. Die Braut). 612 Seiten. Rütten & Loening, Berlin 1967 (1. Aufl.)

### Verwendete Ausgabe
- Der Mord, S. 222–261 in Anton Tschechow: Meistererzählungen. Aus dem Russischen übersetzt von Hertha von Schulz. Nachwort: Gudrun Düwel. 431 Seiten. Aufbau-Verlag Berlin 1962 (enthält: Pferdediebe. Weiber. Der Anfall. Krankenstation Nr. 6. Springinsfeld. Der schwarze Mönch. Der Mord. Das Haus mit dem Zwischenstock. Bauern. Der Mensch im Futteral. In der Schlucht. Die Braut).